# Чеваренков, Артём Алексеевич
Артём Алексеевич Чеваренков (род. 12 марта 1996, Самара, Россия) — российский профессиональный баскетболист, играющий на позиции разыгрывающего защитника.

## Карьера

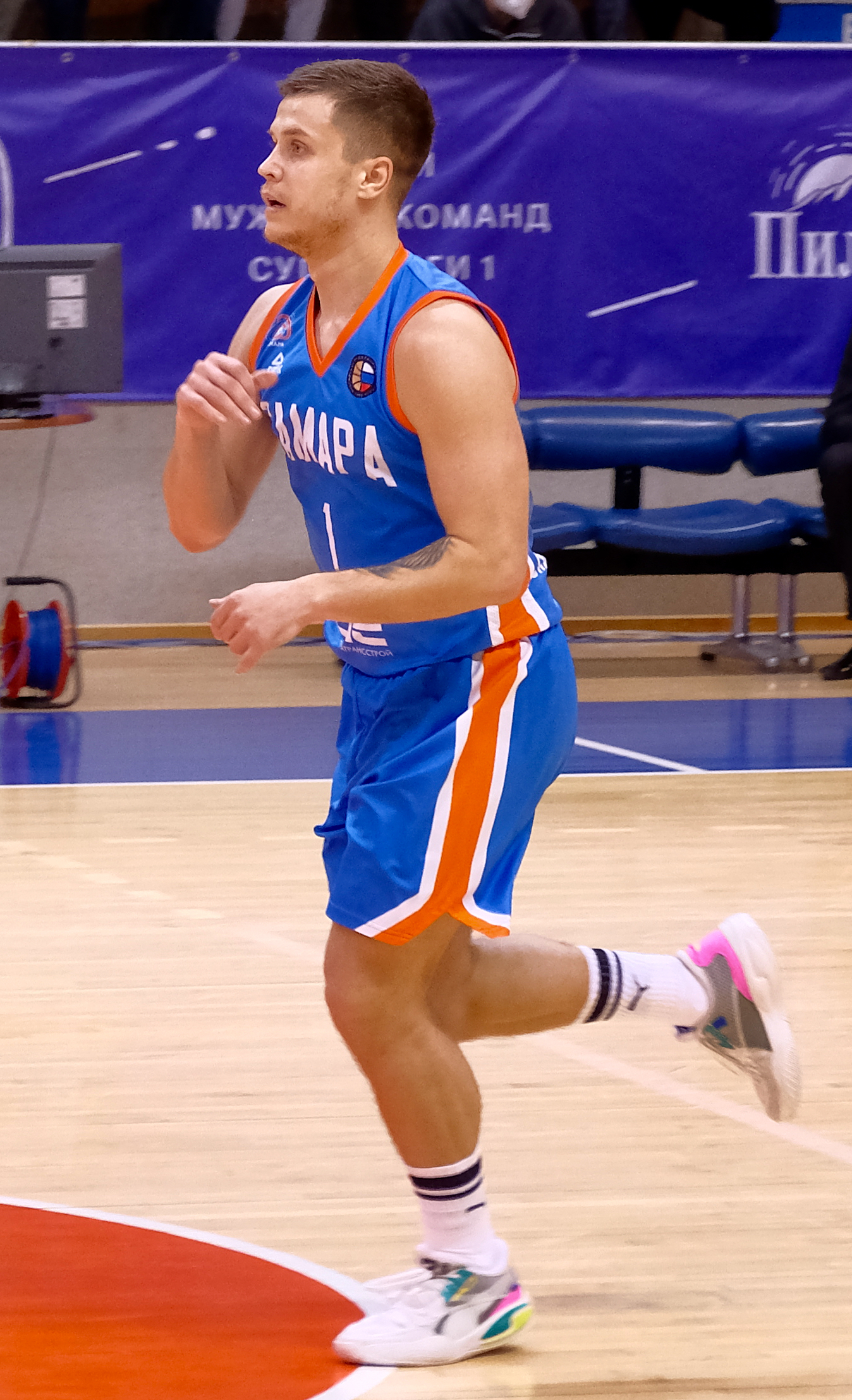
Артём Чеваренков в составе «Самары»

Чеваренков воспитанник самарского баскетбола, первый тренер — Василий Коннов.
26 марта 2016 года дебютировал в Суперлиге за основной состав «Самары». В матче против «Купола-Родники» (82:63) Сергей Зозулин выпустил Артёма на площадку на первых минутах. Всего он провёл в игре 13 минут, за которые набрал 3 очка, 1 подбор и 1 перехват и 1 раз заставил соперника нарушить на себе правила.
В ноябре 2018 года Чеваренков перешагнул рубеж 100 матчей в составе «Самары».
Сезон 2019/2020 Чеваренков начинал в «Урале», но в январе 2020 года перешёл в «Иркут».
В августе 2020 года Чеваренков стал игроком «Барнаула». В составе команды Артём стал чемпионом Суперлиги-2 и был включён в символическую пятёрку турнира.
В январе 2022 года Чеваренков вернулся в «Самару» с которой стал победителем Кубка России.
Летом 2022 года Чеваренков перешёл в «Химки». В составе команды Артём стал бронзовым призёром Суперлиги в сезоне 2022/2023 и серебряным призёром Суперлиги в сезоне 2023/2024.
В июле 2024 года Чеваренков стал игроком «СШОР-Локомотив-Кубань».
В июле 2025 года Чеваренков вернулся в «Самару».

## Достижения
- Чемпион Суперлиги: 2018/2019
- Серебряный призёр Суперлиги (2): 2017/2018, 2023/2024
- Бронзовый призёр Суперлиги: 2022/2023
- Чемпион Суперлиги-2 дивизион: 2020/2021
- Бронзовый призёр Единой молодёжной лиги ВТБ: 2016/2017
- Обладатель Кубка России: 2021/2022